# Mimela pectoralis
Mimela pectoralis är en skalbaggsart som beskrevs av Blanchard 1851. Mimela pectoralis ingår i släktet Mimela och familjen Rutelidae. Inga underarter finns listade i Catalogue of Life.